# Swen König
Swen König (Aarau, 3 settembre 1985) è un ex calciatore svizzero, di ruolo portiere.

## Palmarès

### Competizioni nazionali
- Coppa del Liechtenstein: 1

Vaduz: 2005-2006

### Nazionale
- Campionato europeo di calcio Under-17: 1

Svizzera: 2002